# War Machine (film)
Pour les articles homonymes, voir War Machine.
Pour plus de détails, voir Fiche technique et Distribution.
War Machine ou Machine de guerre (au Québec) est un film américain réalisé par David Michôd, sorti  en 2017 sur Netflix. Il s'agit d'une adaptation cinématographique du livre non-fictionnel The Operators de Michael Hastings.

## Synopsis
En 2009, le général quatre étoiles Glen McMahon (très librement inspiré du Général Stanley A. McChrystal) est envoyé en Afghanistan pour reprendre en main une situation qui dure depuis 8 ans. Sur place, il découvre les enjeux réels du conflit et surtout qu'il ne pourra pas faire comme il l'entend. McMahon doit ainsi composer avec l'administration, les civils locaux, les politiques et les journalistes. Cet homme sûr de lui ne veut pas s’embarrasser et décide d'utiliser la presse pour notamment interpeller le président Barack Obama et ainsi avoir 40 000 hommes supplémentaires pour reprendre la province de Helmand.

## Fiche technique
Sauf indication contraire, les informations mentionnées dans cette section peuvent être confirmées par la base de données cinématographiques IMDb,  présente dans la section « Liens externes ».
- Titre original : War Machine
- Titre québécois : Machine de guerre
- Réalisation : David Michôd
- Scénario : David Michôd, d'après le livre The Operators: The Wild and Terrifying Inside Story of America's War in Afghanistan de Michael Hastings
- Direction artistique : Matthew Gray
- Décors : Josephine Ford
- Costumes : Jane Petrie
- Photographie : Dariusz Wolski
- Montage : Peter Sciberras
- Musique : Nick Cave et Warren Ellis
- Production : Ian Bryce, Dede Gardner, Jeremy Kleiner et Brad Pitt

Producteur délégué : James W. Skotchdopole
- Sociétés de production : Netflix et Plan B Entertainment
- Société de distribution : Netflix
- Budget : 60 millions de dollars
- Pays d'origine :  États-Unis
- Langue originale : anglais
- Format : couleur
- Genre : guerre, comédie dramatique
- Durée : 122 minutes
- Dates de sortie[1] : 
  -  Mondial : 26 mai 2017 (diffusion sur Netflix)

## Distribution
Sauf indication contraire, les informations mentionnées dans cette section peuvent être confirmées par la base de données cinématographiques IMDb,  présente dans la section « Liens externes ».
- Brad Pitt (VF : Jean-Pierre Michaël) : général Glen McMahon (inspiré de Stanley McChrystal)
- Ben Kingsley (VF : Féodor Atkine) : Hamid Karzai, président de l'Afghanistan
- Daniel Betts (VF : Patrick Mancini) : Simon Ball
- Emory Cohen (VF : Matthieu Sampeur) : Willy Dunne
- RJ Cyler (VF : Jean-Michel Vaubien) : Andy Moon[2]
- Topher Grace (VF : Cédric Dumond) : Matt Little, le conseiller de McMahon
- Anthony Michael Hall (VF : Pascal Germain) : général Hank Pulver[3] (inspiré de Mike Flynn)
- John Magaro (VF : Antoine Schoumsky) : Cory Staggart
- Scoot McNairy (VF : Thomas Roditi) : Sean Cullen, un journaliste cynique de Rolling Stone qui accompagne McMahon et son personnel et agit en tant que narrateur tout au long du film, librement inspiré de Michael Hastings
- Will Poulter (VF : Adrien Larmande) : Ricky Ortega
- Anthony Hayes : Pete Duckman
- Lakeith Stanfield (VF : Benjamin Jungers) : caporal Billy Cole
- Alan Ruck (VF : Laurent Morteau) : Pat McKinnon
- Meg Tilly : Jeanie McMahon
- Griffin Dunne (VF : Jean Barney) : Ray Canucci
- Josh Stewart : capitaine Dick North
- Tilda Swinton : politicienne allemande
- Reggie Brown : Barack Obama
- Russell Crowe : général Bob White (caméo non crédité, personnage inspiré de David Petraeus)
- Georgina Rylance (VF : Pascale Chemin) : Lydia Cunningham

 Source et légende : version française (VF) sur RS Doublage

## Production

### Genèse et développement
En avril 2012, il est annoncé que les sociétés New Regency et Plan B Entertainment ont acquis les droits d'adaptation du best seller The Operators de Michael Hastings, livre non-fictionnel publié en 2011. En avril 2014, David Michôd est engagé comme réalisateur et scénariste du film, dont l'intrigue a lieu durant la guerre d'Afghanistan. Brad Pitt produit le film via sa société Plan B, ainsi qu'avec ses collaborateurs Dede Gardner et Jeremy Kleiner
En juin 2015, Netflix acquiert les droits de distribution du film, qui abandonne alors son titre de travail The Operators pour War Machine. Il est ensuite annoncé que le film aura un budget de 60 millions de dollars.

### Attribution des rôles
Brad Pitt, également producteur du film, incarne le général Glen McMahon, un personnage inspiré de Stanley McChrystal, un général qu'a rencontré le journaliste Michael Hastings pour écrire son livre The Operators.
En août 2015, Emory Cohen rejoint la distribution. En août 2015, Topher Grace, qui avait déjà croisé Brad Pitt dans Ocean's Eleven et Ocean's Twelve, obtient le rôle d'un conseiller presse. En août 2015, John Magaro signe quant à lui pour le rôle de Cory Burger. Il est suivi quelques jours plus tard par Scoot McNairy, Anthony Michael Hall, Keith Stanfield, Will Poulter.
En octobre 2015, RJ Cyler obtient lui aussi un rôle. Il est plus tard annoncé que Ben Kingsley et Tilda Swinton rejoignent eux aussi la distribution

### Tournage
Le tournage débute en octobre 2015 à Londres,,. À partir du 19 octobre, le tournage se poursuit à Abou Dabi, lieu utilisé pour recréer notamment Kaboul. En novembre, quelques scènes sont tournées à l'aéroport international d'Abou Dabi. En Angleterre, le tournage a également lieu sur l'aérodrome de Dunsfold dans le comté de Surrey. Le tournage a également lieu à Ras el Khaïmah, notamment pour des scènes dans un village pakistanais. Certaines scènes avec Brad Pitt sont tournées à Paris.